# 盾甲蜥
盾甲蜥（学名：Gerrhosaurus major）是环尾蜥科的一种日行性蜥蜴。主要分布于非洲的衣索比亚、坦桑尼亚、多哥、马拉维、刚果、南非等地区。全长30-40厘米，最大可达48厘米。喜欢干燥，常栖息于热带草原上植物环绕的岩缝和旧蚁塚中。食物主要为昆虫，小型蜥蜴和花果。